# Ephedra holoptera
Ephedra holoptera — вид гнетоподібних з родини ефедрових (Ephedraceae). Місцем проживання цього виду є Іран (Хорасан).